# Suđurađ
Suđurađ – wieś w Chorwacji, w żupanii dubrownicko-neretwiańskiej, w mieście Dubrownik. W 2011 roku liczyła 207 mieszkańców.
Jest położona na wyspie Šipan i posiada port morski. Miejscowa gospodarka opiera się na turystyce i rolnictwie (produkcja oleju oliwkowego, uprawa fig, granatów). Główne zabytki Suđurađu to: warowny folwark z XVI wieku, kościół św. Jerzego (na cześć którego nazwano miejscowość), klasztor benedyktynów i renesansowy kościół pw. św. Ducha z 1577 roku.